# Rap politique
Sous-genres
Rap conscient
Le rap politique, ou rap conscient, est un genre de hip-hop (rap) caractérisé par un message politique, social, religieux, culturel ou simplement éducatif. Il s'agit d'une pratique musicale du rap jugée plus consciente ou plus proche de la culture hip-hop des origines ,,,.
Les rappeurs conscients ou politiques ont traditionnellement dénoncé les inégalités, la violence, la discrimination et d'autres maux de la société. La catégorisation de « rappeurs politiques » est cependant à nuancer car le choix de ce type de rap peut découler de stratégies plus commerciales que réellement politiques. D'autre part, un morceau de rap peut être considéré comme « politique » a posteriori, selon le contexte d'écoute, sans que celui-ci ait eu cette vocation a priori.

## Histoire

### Origines
Le rap conscient ou politique émerge dès la naissance de la culture hip-hop, dans les années 1970, dans le Bronx, à New York. Les jeunes des quartiers défavorisés, dont beaucoup sont des immigrés ou des descendants d'immigrés, ont créé cette nouvelle forme culturelle justement en réaction à la pauvreté, au racisme, à la drogue, à la violence policière et à celle des gangs. Le rap est donc quelque part conscient ou politique par essence, même s'il existait aussi en parallèle un rap de « divertissement ». Le terme « rap conscient » semble avoir été créé pour distinguer ce rap des origines au gangsta rap qui devenait plus médiatisé et populaire.
Le premier morceau historique et connu de ce type de rap est The Message de Grand master Flash and the Furious Five. Le morceau, de plus de 7 minutes, possède un message conscient mais non virulent dans le ton, il reste musicalement très groovant et funky. Grandmaster Flash a été le premier artiste à avoir été reconnu comme « rappeur » et reste un modèle pour tous les styles de rap. Plus tard, cette dimension du rap se développa notamment grâce à KRS-One, Public Enemy, The Roots, Fugees, Nas, et plus récemment Dead prez et Immortal Technique.

## Thématiques
Les thématiques du rap conscient sont très variées et vont de la critique sociale à la religion, en passant par l'africanité. Beaucoup d'artistes, comme le groupe a Tribe Called Quest, les rappeurs Mos Def et Talib Kweli, sont imprégnés des idées afro-centriste de la Zulu Nation impulsées par Afrika Bambaataa. D'autres sont plus proches de mouvements religieux comme la Nation of Islam (de Louis Farrakhan), la Five-Percent Nation, ou parfois de mouvements chrétiens ou autres groupes politico-religieux.

## Par pays
La scène du rap dit « politique » ou « conscient » est présente partout dans le monde. 

### États-Unis
Les villes du nord-est des États-Unis sont très marquées par ce style de rap (Philadelphie, Détroit, Boston…). Parmi les activistes du rap à dimension politique. Mr. Lif de Boston (et dans une autre mesure Akrobatik & Insight). Le rappeur Eminem a également enregistré des chansons très virulentes à l'encontre de la politique de George W. Bush comme Mosh (« Soulevons-nous […] afin de désarmer cette arme de destruction massive que nous appelons notre président ») ou encore We As Americans. Le créateur du gangsta rap : Schoolly D de Philadelphie tout comme The Roots (voir la pochette de l'album Things Fall Apart qui reprend une vieille photo de la ségrégation). Chicago est marqué par le rappeur Common. Des rappeurs comme David Banner marquent la ville de Jackson, dans le Mississippi).
La tradition de la bay-area (région de San Francisco) et de Oakland (banlieue de San Francisco), est clairement politique de par l'implantation des universités et de l'inspiration des contre-cultures underground (flower power, hippie, Beat Generation, libération sexuelle et Black Panther Party). Le rappeur Paris est originaire de la baie de San Francisco. The Coup également originaires d'Oakland dont le leader Boots Riley affiche clairement ses revendications communistes dans ses paroles. A Los Angeles, les groupes Cypress Hill et Psycho Realm ont des chansons politiques.

### France
Le message délivré porte souvent sur les inégalités de la société ou la vie en banlieue, difficile et discriminatoire. Le morceau collectif 11'30 contre les lois racistes, sorti en 1997, fera date et restera un des meilleurs morceaux politisés du rap français. Il a été initié par Jean-François Richet et Madj d'Assassin au profit du Mouvement de l'Immigration et des Banlieues. En 1994 sort le film La Haine, dont est issu un album : La Haine, musiques inspirées du film, contenant des titres aux thèmes politiques. Dans la lignée, on trouve en 1997, la BO du film Ma 6-T va crack-er qui rassemble des rappeurs et rappeuses français(es) ainsi qu'un titre avec KRS-One. En 1998, une compilation de rap français révolutionnaire Cercle Rouge est produite par White&Spirit. Depuis 2003, l'association anti-fasciste Dans Ta Face Promotion assure la communication, la street promotion, le management de nombreux rappeurs engagés et revendicatif. Elle organise également des concerts et crée en 2012 le festival Hip Hop féminin "Festival 100% Féminin" à Dijon sans oublier une émission de télé "Les Cultures Urbaines s'Imposent en 2012 et une nouvelle radio Hip Hop en 2017, Diversité FM.
En 2013, l'association Acrimed (Action critique médias) a publié un article, concernant le rap indépendant et engagé politiquement, « à partir du travail de deux artistes, ROCé et Keny Arkana, sur la critique parfois virulente des médias dont il peut être porteur ».
À Marseille, IAM, porte un message plus général et dénonce un mal-être présent sur toute la planète à travers des morceaux comme Non soumis à l'état, Regarde ou La fin de leur monde. Viendra ensuite la Fonky Family avec des morceaux comme Sans rémission, Dans la légende ou Le plus grand des voyous. Le 3e Œil, les Psy 4 de la rime, Soul Swing, Chiens de Paille, Carré Rouge, Prodige Namor et Keny Arkana ont tous écrits des raps politiques dans leurs différents albums. À Lille pendant les émeutes de banlieue en 2005, Axiom écrit (après Boris Vian et Renaud) Ma lettre au Président dont l’accompagnement est samplé sur La Marseillaise. Il s’en prend à Nicolas Sarkozy et à la classe dirigeante en général et reprend un thème du Front de Gauche : l’appel à une VIe République. Il reçoit des lettres dont une réponse du président Jacques Chirac. Il est alors considéré comme un porte-parole des quartiers populaires, considération qu'il refuse. Depuis 2012, le rappeur TripHop (fondateur du crew LollipHop) amène de nombreux titres de rap conscient underground, peu orientés politiques. Les rappeurs lillois incluent notamment : Da Hypnotik, Axiom, Ministère des affaires populaires (MAP), Skyzo Starr, et Zone d'expression populaire.
En 2019, parmi les artistes diffusés nationalement, on peut citer: Kery James, Youssoupha, Lefa, Vald, Orelsan, Nekfeu. Le rappeur Vin's  publie en 2019 Fraternité, l’un des trois morceaux qui composent une « trilogie ». Puis  Egalité  en 2020, à la suite du mouvement des gilets jaunes, dans lequel il dénonce les inégalités sociales. En janvier 2021, il conclut la devise avec Liberté, publié pendant la pandémie de Covid-19, dans lequel il exhorte à la liberté et au libre-arbitre et dénonce les abus des gouvernants, les violences policières, la loi sécurité globale, ainsi que l'impunité des puissants. Le titre est censuré sur YouTube : « Le morceau avait été supprimé alors qu’il prenait de l’ampleur sur les réseaux ».

#### Île-de-France
Le 18e arrondissement de Paris est une mosaïque de quartiers populaires au nord de la capitale : Barbès, Marcadet-Poissonniers, la Goutte d'Or, Porte de la Chapelle, Clignancourt… À la fin des années 1980, cet arrondissement a vu la naissance du groupe Assassin composé de Rockin' Squat, Solo, DJ Clyde et Doctor L. La scène rap du 18e est marquée par son désir d’underground : les rappeurs signent peu sur des majors. Des rappeurs, engagés politiquement, originaires de cet arrondissement de Paris incluent notamment : Le groupe Kalash, Fabe, Scred Connexion, Flynt, et Hugo TSR. L'Est parisien (19e et 20e arrondissement) est un ensemble de quartiers populaires (Belleville, Porte de Bagnolet, Place des fêtes, Ménilmontant, Père-Lachaise, Stalingrad…) qui a vu naître le collectif C.M.P (Comité de la Mafia Parisienne) dont le rappeur Rost ainsi que les collectifs ATK et Time Bomb.
Comme tous les départements qui ont vu fleurir des grands ensembles durant les années 1960 en France, en Seine-Saint-Denis, appelé « 9-3 », la présence du rap politique y est importante, notamment à travers les groupes : Suprême NTM, la K-Bine et B-Boykonsian, Eskicit, Kabal, Empathik, Singe des rues, Tandem, Casey et Anfalsh, Zone Libre, et La Canaille. Ailleurs en banlieue parisienne, beaucoup d'endroits abritent des rappeurs avec des chansons politiques. Parmi eux, Expression Direkt de Mantes-la-Jolie, Ministère A.M.E.R. de Sarcelles et Garges-lès-Gonesse, EJM et Mafia K'1 Fry de Vitry-sur-Seine. Sans oublier les pionniers du genre : Destroy Man et Johnny Go, Dee Nasty et Lionel D, les Nec+Ultra dont Sheek.
D'autres groupes de rappeurs de la région parisienne avec des textes politiques : Pyroman, La Rumeur, La Cliqua, Sniper (critiqué par le gouvernement à plusieurs reprises pour les paroles ou les clips de chansons telles que La France, Jeteur de pierres ou encore Empire), Despo Rutti, et Stupeflip. Rapaces, auteur dès le début de la généralisation de l'Internet en France d'albums en téléchargement libre comme Pôle rap anti-marchand, publie des communiqués de type politique sur son site. Ils annoncent avoir rompu avec la CNT-Vignoles-RP et être proche des idées situationnistes. Ils sont connus pour avoir montré sur leur site, l'apparition de groupe de rap d'extrême droite (l'infiltration du rap par les néo-nazis). Ils ont des positions « anti-léninistes » et communistes libertaires, pour les conseils ouvriers qui leur fait critiquer les partis et syndicats d'extrême gauche français.

#### Canaux audio ou audio visuels
| Pays   | Type de média | Nom                              | Titre de l'émission                                                            | Streaming | Année de diffusion | Statut de diffusion |
| ------ | ------------- | -------------------------------- | ------------------------------------------------------------------------------ | --------- | ------------------ | ------------------- |
| France | Radio         | Radio Larzac                     | Gardarem lo hip hop                                                            | Oui       | 2011               | En cours            |
| France | Radio         | Diversité FM                     | Dans ta face, et Les Cultures Urbaines s'imposent, animées par Cédric Tarteret | Oui       | 2017               | En cours            |
| France | Radio         | Radio libertaire                 | Les enfants de Cayenne                                                         | Oui       | 2012               | Arrêtée             |
| France | Radio         | Fréquence Mutine (103.8 à Brest) | Contre-Chok                                                                    | Oui       | 2015               | En cours            |
| France | Radio         | Radio Campus Grenoble            | 3e sous-sol                                                                    | Oui       | 2015               | En cours            |

En France, sur les télévisions généralistes la culture hip-hop n’a plus d’émission consacrée depuis 1995 (émission RapLine). De 2012 à 2015, l'émission Les Cultures Urbaines s'Imposent sur Voo TV animé par Cédric Tarteret fait le tour des activistes du mouvement avec une émission très engagé. En 2012, France Ô diffuse une soirée spéciale hip-hop.